# Justus Buchler
Justus Buchler (* 27. März 1914 in New York City; † 19. März 1991) war ein US-amerikanischer Philosoph, Universitätsprofessor und Autor. Er ist dem Pragmatismus zuzurechnen.

## Leben
Buchler wurde 1914 als ältestes der drei Kinder des Rabbi Samuel Buchler geboren. Im Jahr 1938 promovierte er an der Columbia University; seine Dissertation wurde 1939 unter dem Titel Charles Pierce’s Empiricism veröffentlicht. 1942 wurde er Dozent an der Columbia University, wo er und sein Mentor John Herman Randall Jr. das Lehrbuch Philosophy: An Introduction verfassten. 1956 wurde er Vollzeit-Professor.

## Werke  (Auswahl)
- 1939: Charles Peirce’s Empiricism
- 1940: Hrsg.: The Philosophy of Peirce: Selected Writings
- 1942: Zusammen mit John H. Randall Jr.: Philosophy: An Introduction
- 1951: Toward a General Theory of Human Judgment
- 1955: Nature and Judgment
- 1961: The Concept of Method
- 1966: Metaphysics of Natural Complexes
- 1974: The Main of Light: On the Concept of Poetry